# Jean Jacques Desoches
Jean Jacques Desoches, auch Jean Jaques Desoches (geboren vor 1769; gestorben nach 1774) war ein französischer Porzellanmodelleur und Bossierer, der von 1769 bis 1774 in der Porzellanmanufaktur Fürstenberg wirkte. Durch ihn gewann die damals moderne französische Kunst des Frühklassizismus nach dem Rokoko Einfluss auf die Produktion der Fürstenberger Manufaktur. Seine Anstellung erfolgte aufgrund seiner durch ein Attest der Academie Royal de Sculpture nachgewiesenen einjährigen Tätigkeit für den Pariser Bildhauer Pierre Philippe Mignot.

## Leben und Werk

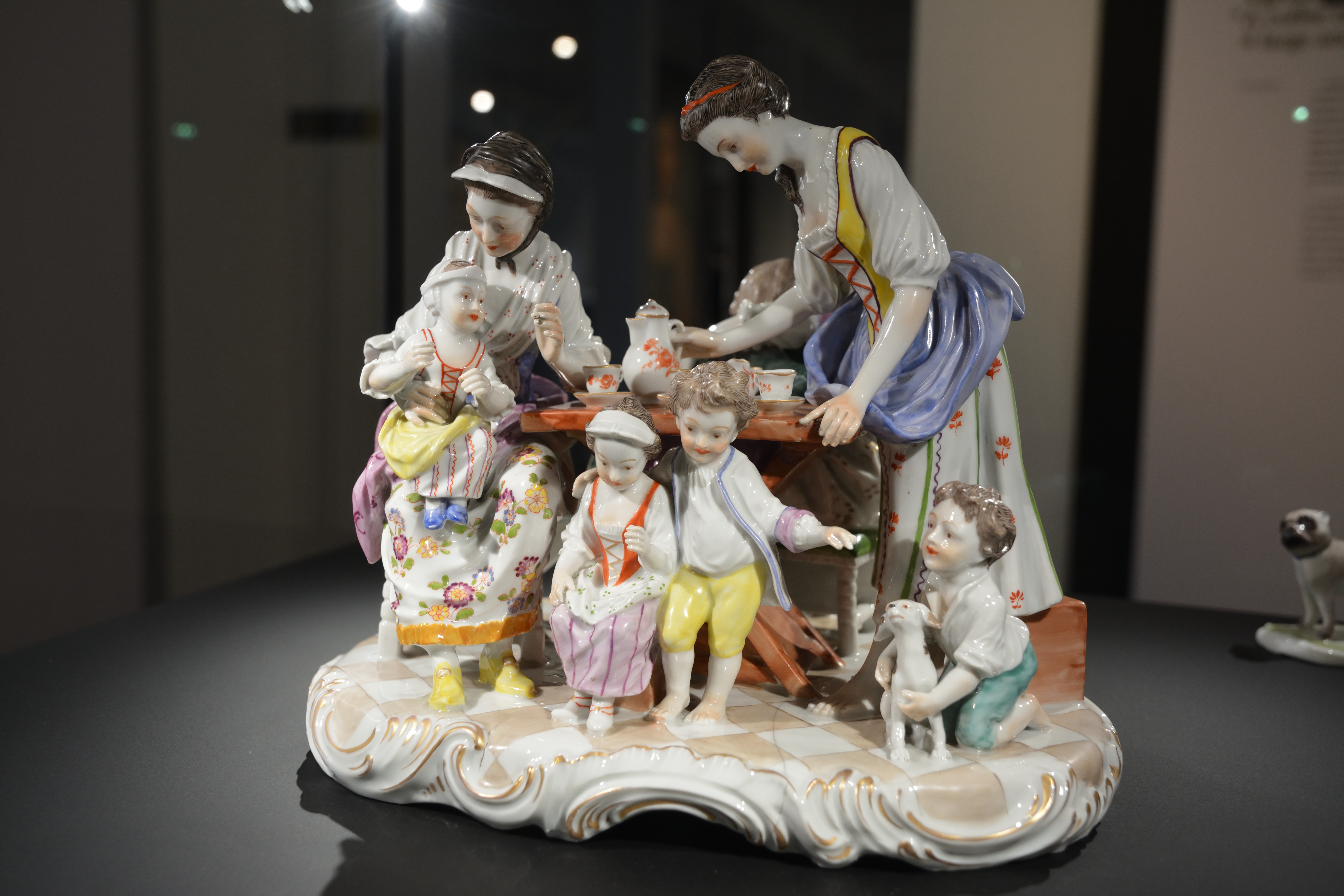
Die Kaffeegesellschaft, um 1770 modelliert von Desoches

Jean Jacques Desoches wurde am 3. August 1769 aufgrund seiner Referenzen – er legte ein Zeugnis vor, das ihm bescheinigte, dass er ein Jahr lang für den Bildhauer Pierre Philippe Mignot tätig gewesen war – in der Porzellanfabrik Fürstenberg als Bossierer und Modelleur zunächst auf Probe eingestellt. Während seiner Zeit in Fürstenberg modellierte er neben zierlichen Miniaturfiguren auch große Figuren, Götter aus der Mythologie darstellend, oder kunstgewerbliche Arbeiten wie einen Arm- oder Kronleuchter mit Figuren und Zierrat. Insgesamt werden ihm 45 Werke zugeschrieben. Am 12. April 1772 verließ er auf Vermittlung eines Maklers aus Carlshafen Fürstenberg und ging nach Kassel, wo er allerdings als Franzose verhaftet wurde, kehrte dann aber nach Fürstenberg zurück, das er schließlich 1774 endgültig verließ.
Neben selbständigen Werken fertigte er auch Kopien fremder Modelle an, darunter die sitzenden Figuren eines Cupido und einer Venus (nach Modellen Étienne-Maurice Falconets), zwei nach Meißener Modellen gebildete Genregruppen oder verwendete für die Figuren der Andromeda und des Perseus einen Stich von L. Cars als Vorlage. Seine Spezialität war es, Figuren zu größeren Rundgruppen zu vereinen.
Beeinflusst wurde Desoches durch den französischen Maler, Zeichner und Kupferstecher François Boucher und den Bildhauer François Marie Suzanne. Mit der Porzellanplastik war er vermutlich vertraut durch seine Verbindung zur Porzellanmanufaktur in Sèvres. Desoches’ bedeutendste Arbeiten ist eine aus 15 Porzellanfiguren bestehende Gruppe italienischer Komödianten, teilweise an die Charaktere der Commedia dell’arte angelehnt, die mit einer durchschnittlichen Höhe von 20 cm sehr individuelle Gesichtszüge, Kostüme, Requisiten, Posen und Gestik aufweisen. Sie entstand in Zusammenarbeit mit dem deutschen Porzellanmaler Johann Simon Feilner. Diese individuelle Ausführung der Figuren ist auch in den anderen Werken von Desoches zu erkennen. Dazu gehören unter den kleinfigürlichen Werken allegorischen Charakters die Vier Jahreszeiten als französische Bauern und die Fünf Sinne als Chinesen. Andere Gruppendarstellungen sind die Kaffeegesellschaft, die zu seinen eigenständigen Werken gehört als sein Hauptwerk aus dem Jahr 1770 gilt. eine Marchande à crème (Sahnehändlerin), ein Marchand à oiseaux (Vogelhändler) und eine Gruppe mit Vogelbauer. Doch nicht nur kleinplastische Figurengruppen stellte er her, auch Porträtmedaillons und Büsten gehörten zum Programm der Produktion der Manufakturen, bei denen er arbeitete.

„Vier Jahreszeiten als französische Bauern“ und „Perseus“
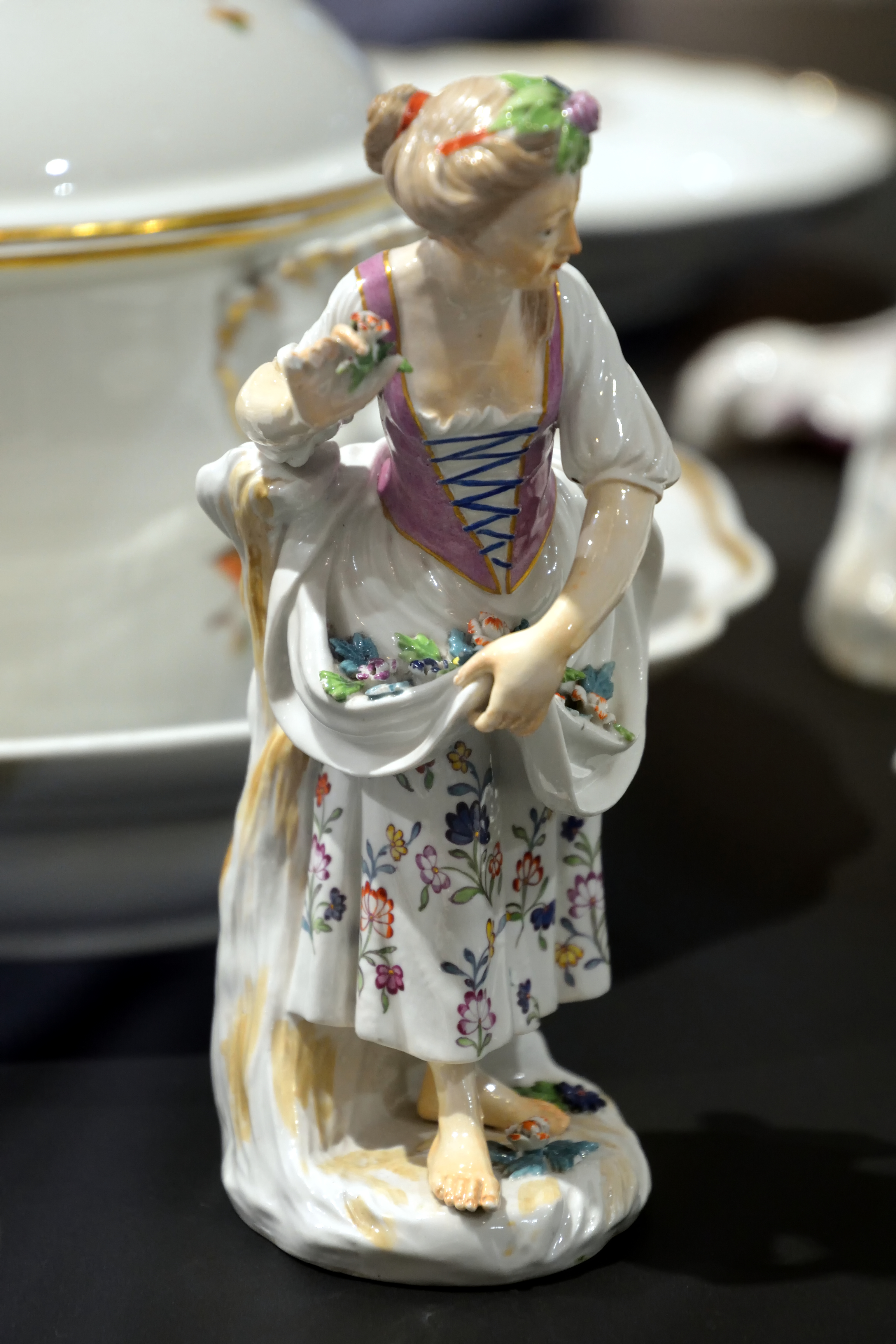
Frühling
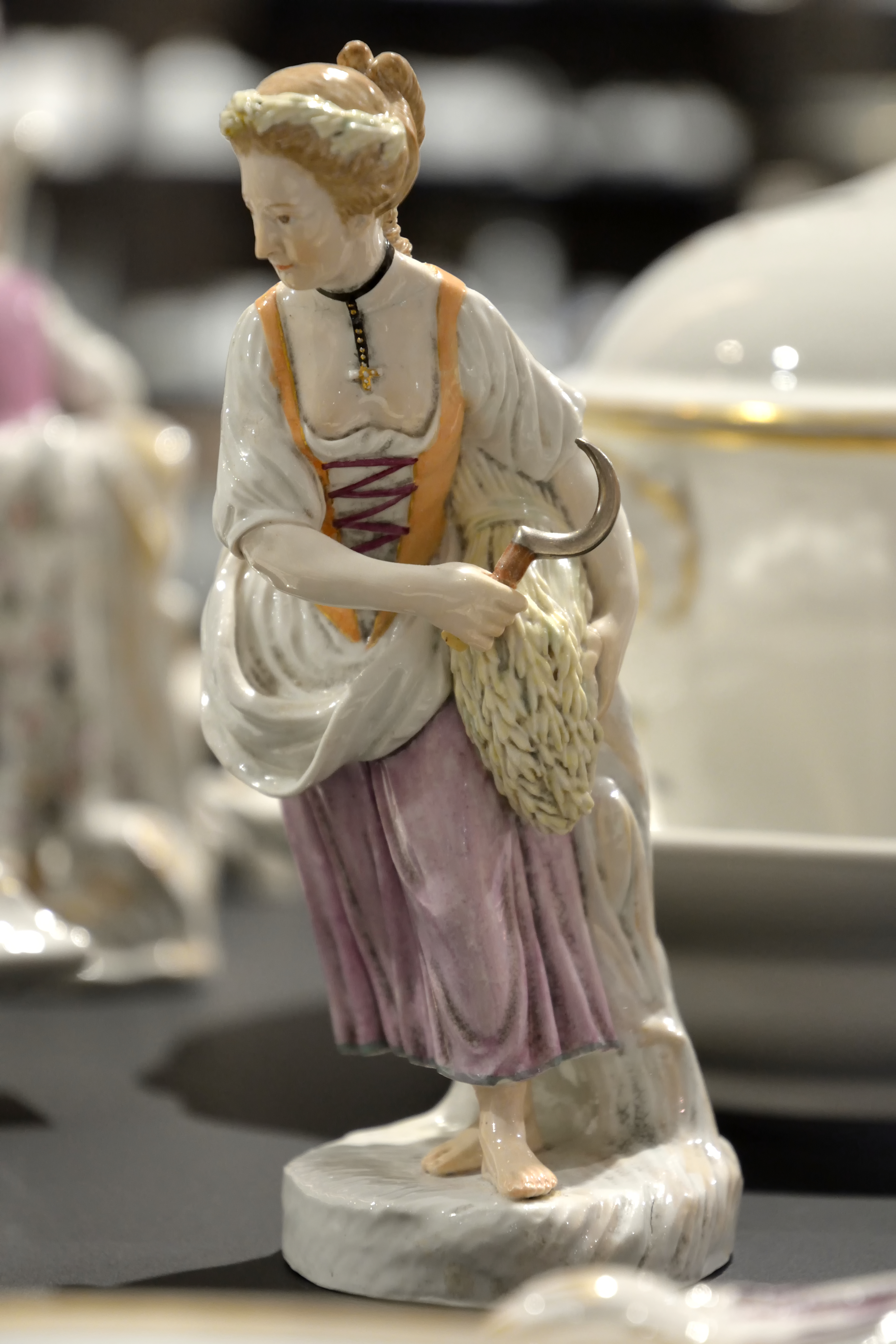
Sommer
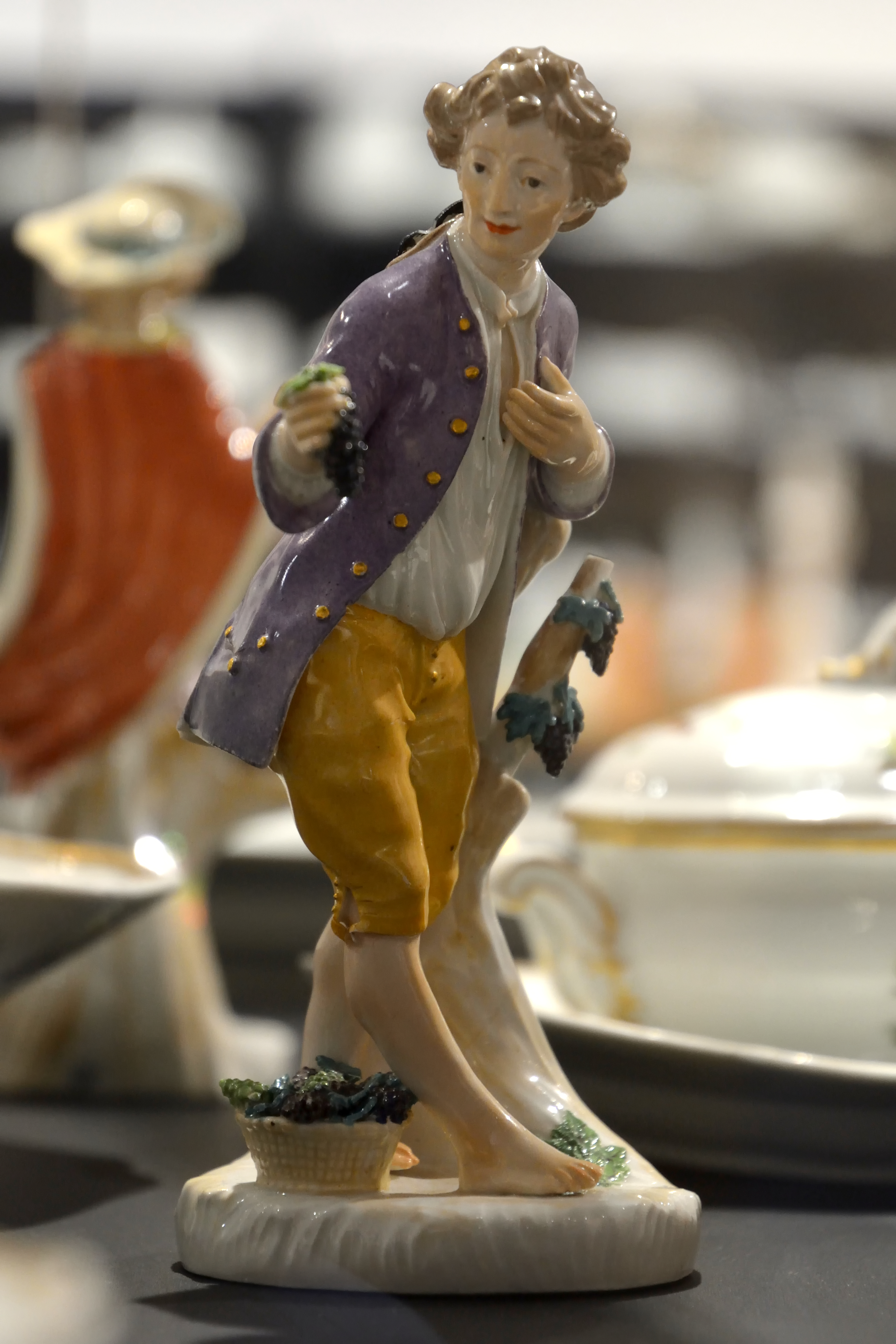
Herbst
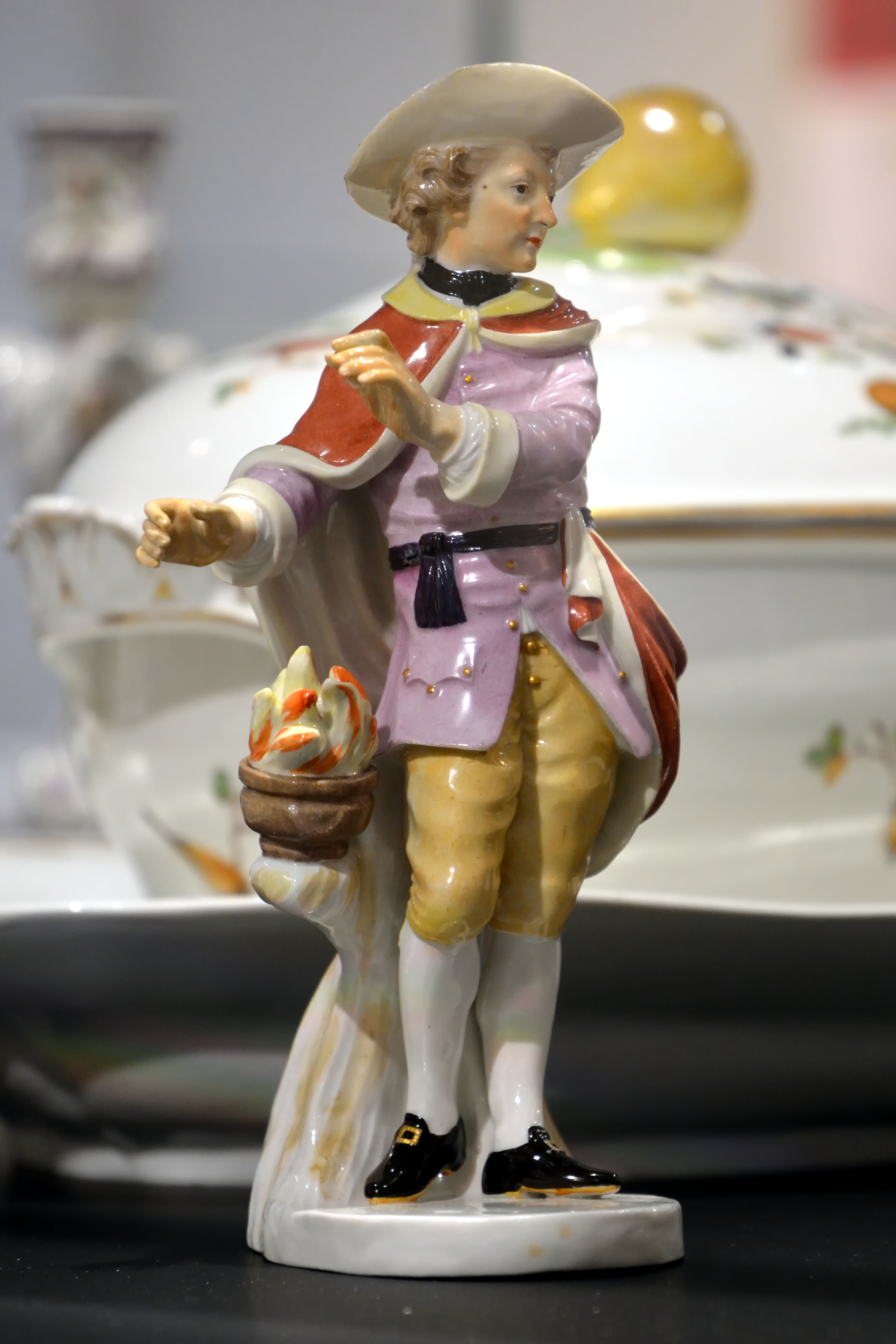
Winter
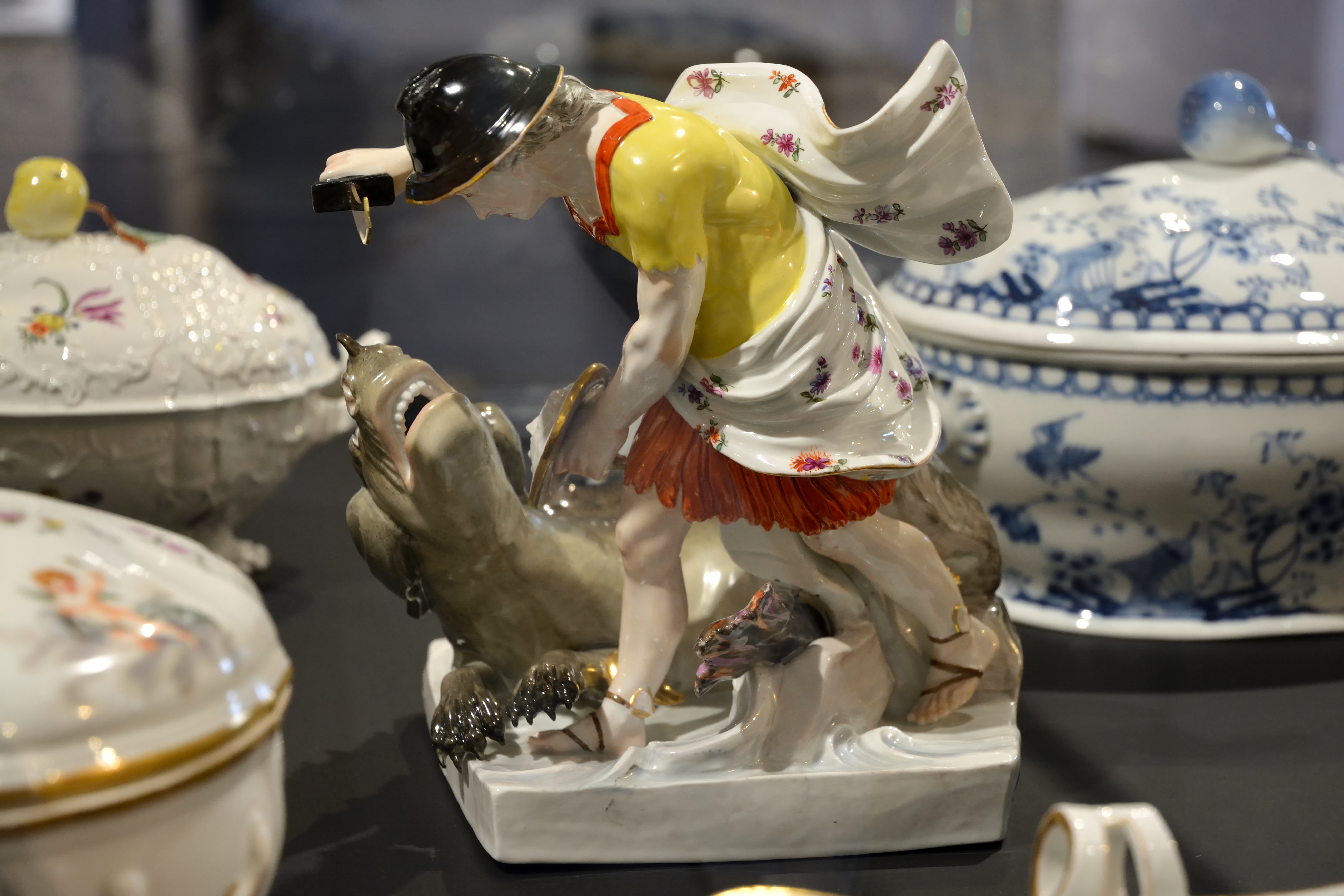
Perseus tötet das Ungeheuer Keto. Auf seinem Schild das Haupt der Medusa.

## Ausstellungen
- Weißes Gold aus Fürstenberg: Kulturgeschichte im Spiegel des Porzellans 1747–1830. Westfälisches Landesmuseum für Kunst und Kulturgeschichte Münster, 4. Dezember 1988 bis 8. Februar 1989 und im Anschluss vom 9. Maäz bis 7. Mai 1989 im Herzog Anton Ulrich-Museum in Braunschweig[7]
- Die Kaffeegesellschaft im Museum Schloss Fürstenberg in der Dauerausstellung.